# 주파수 영역

시간 영역의 함수(빨강)부터 주파수 영역의 함수((파랑)푸리에 변환. 시간 영역 함수를 구성하는 삼각함수의 주파수를 주파수 영역에서는 피크로 나타난다.

주파수 영역(frequency domain)은 주파수를 독립 변수로 하는 영역을 말하며, 시간 영역에 대응된다. 시간 영역의 함수를 푸리에 변환시키면 주파수 영역의 함수로 나타난다.
주파수 영역에는 각 주파수 성분의 위상 정보도 포함된다. 그로인해 각 주파수의 사인파(sine wave)를 합성하는 것으로 원래의 신호가 얻어진다. 주파수 영역 해석에는 푸리에 변환이나 푸리에 급수를 쓰고, 함수를 주파수 성분으로 분해한다. 이것은 임의의 파형이 사인파의 합성으로 인해 얻어진다고 말한 푸리에 급수의 개념에 근거하고 있다. 실제의 신호를 주파수 영역으로 시각화하는 Tool로는 스펙트럼아날라이저(Spectrum Analyzer)가 있다.

## 진폭과 위상
라플라스 변환(Laplace Transform), Z변환(Z-Transform), 푸리에 변환(Fourier Transform)을 사용하면, 주파수 스펙트럼(Spectrum)은 각 주파수의 진폭과 위상의 복합으로 나타난다. 많은 응용에서 보면 위상 정보는 중요하지 않다. 위상 정보를 버리면 주파수 영역을 표현하는 정보가 간략화 되기 때문이고, 이것이 일반적으로 주파수 스펙트럼 또는 스펙트럼 밀도라고 불리는 것으로 된다.
스펙트럼아날라이저는 이 스펙트럼을 표시하는 기기이다.
파워 스펙트럼 밀도(PSD : Power Spectral Density)는 주파수 영역 표현의 일종이다. 주기적이지 않은 신호나 제곱 적분이 가능하지 않은 신호도 적용이 가능하다. 파워 스펙트럼 밀도에서 신호는 단지 정상 과정의 출력으로 있으면 된다.

## 청각
Romp의 "The Ear as a Frequency Analyzer"에도 있듯이 청각의 일반적인 단순화 모델으로, 내이(内耳)는 시간 영역의 음성 파형을 주파수 영역의 스펙트럼으로 변환한 것으로 생각된다.

## 같이 보기
- 대역폭 (신호 처리)
- 푸리에 해석
- 웨이블릿
- 웨이블릿 변환